# La Frappe
Pour plus de détails, voir Fiche technique et Distribution.
La Frappe (hangeul : 파수꾼 ; RR : Pasukkun, littéralement « Attrapeur ») est un film dramatique sud-coréen écrit, produit et réalisé par Yoon Sung-hyun, sorti en 2010.

## Synopsis
L'un des trois amis inséparables depuis l'école se suicide : son père cherche à comprendre sa mort soudaine et, une fois qu'il rencontre ses camarades, découvre des lourds secrets…

## Fiche technique
- Titre : La Frappe
- Titre original : 파수꾼 (Pasukkun)
- Titre anglais : Bleak Night
- Titre provisoire : The Keeper
- Réalisation : Yoon Sung-hyun
- Scénario : Yoon Sung-hyun
- Décors : Kang Yeong-su
- Costumes : Yoon Sung-hyun
- Photographie : Byeon Bong-seon
- Son : Lee Seung-chul et Kim Su-hyeon
- Montage : Yoon Sung-hyun
- Musique : Park Min-joon
- Production : Jang Hyun-soo ; Yoon Sung-hyun (coproducteur)
- Société de production : KAFA Films
- Société de distribution :  CJ Entertainment ;  Dissidenz Films
- Pays d'origine : Corée du Sud
- Langue originale : coréen
- Format : couleur - 2.35 : 1 - 35 mm
- Genre : drame
- Durée : 116 minutes
- Dates de sortie :
  -  Corée du Sud : 9 octobre 2010 (Festival international du film de Busan) ; 3 mars 2011 (nationale)
  -  Canada : 17 juillet 2011 (FanTasia)
  -  Belgique : 14 octobre 2011 (Festival international du film de Flandre-Gand)
  -  France : octobre 2011 (Festival du film coréen à Paris) ; 7 mai 2014 (nationale)

## Distribution
- Lee Je-hoon : Ki-tae
- Seo Joon-yeong : Dong-yoon
- Park Jung-min : Baek Hee-joon, alias « Becky »
- Jo Seong-ha : le père de Ki-tae
- Lee Cho-hee : Se-jung, la petite-amie de Dong-yoon
- Bae Je-gi : Jae-ho

## Production
Yoon Sung-hyun écrit et réalise son premier long-métrage indépendant, qu'il coproduit aux côtés du producteur Jang Hyun-soo de KAFA Films et dont il gère le montage. Il s'inspire de l’œuvre L'Attrape-cœurs (The Catcher in the Rye, 1951) de l'écrivain américain J. D. Salinger, précisant que son histoire est tout bonnement fictive même si les thèmes suicidaires et solitaires des adolescents sont très courants en Corée du Sud.

## Accueil

### Sorties internationales
La Frappe est sélectionné au Festival international du film de Busan en octobre 2010 où le réalisateur récolte une récompense avant sa sortie nationale en Corée du Sud, le 3 mars 2011. Yoon Sung-hyun est à nouveau récompensé à la cérémonie des Blue Dragon en février 2011.
En France, après le Festival du film coréen à Paris en octobre 2011, il est projeté aux grands écrans à partir du 7 mai 2014.

### Accueil critique
Le film est bien accueilli en France par de bonnes critiques pour preuve que Jean-François Rauger du Monde s'est laissé écrire : « La Frappe, par son refus de la violence de genre comme du cliché mélodramatique, par la manière avec laquelle il dépasse la thèse sociale attendue et le thème de société, casse la routine d'un cinéma contemporain qui se complaît parfois dans la peinture de l'adolescence d'aujourd'hui ». Nicolas Schaller du Nouvel Observateur s'est contenté d'ajouter « tout en circonvolutions, le film révèle un fort tempérament de cinéaste. De quoi guetter son prochain avec attention ». Samuel Douhaire du Télérama a apprécié « la mise en scène, au plus près des acteurs, est étonnante de maîtrise pour un film de fin d'études. Elle sert la colère du jeune réalisateur contre une société fondée sur les rapports de force et la compétition à outrance ».

### Box-office
| Pays ou région | Box-office     | Date d'arrêt du box-office | Nombre de semaines |
| -------------- | -------------- | -------------------------- | ------------------ |
| Corée du Sud   | 22 647 entrées | 19 février 2012            | 16                 |

Pour le premier week-end, le film indépendant compte plus de 3 900 entrées.

## Distinctions

### Récompenses
- Festival international du film de Busan 2010 : New Currents Award
- Festival international du film de Hong Kong 2011 : Prix FIPRESCI
- Grand Bell Awards 2011 :
  - Meilleur nouveau réalisateur
  - Meilleur nouvel acteur pour Lee Je-hoon
- Blue Dragon Film Awards 2011 :
  - Meilleur nouveau réalisateur
  - Meilleur nouvel acteur pour Lee Je-hoon
- KOFRA Film Awards Ceremony 2011 : Meilleur nouvel acteur pour Lee Je-hoon